# Embaixada do Brasil em Paris
A Embaixada do Brasil em Paris é a representação diplomática brasileira na França. Está localizada em Paris, na antiga mansão da família Schneider desde 1971 e é uma construção de 623 metros quadrados (numa extensão de 1859 metros quadrados), concluída na primeira metade do século XIX.
O atual embaixador do Brasil na França é o diplomata Ricardo Neiva Tavares, que assumiu o posto em 2023.

## O prédio
O primeiro proprietário da casa foi Arthur Louis Gibert. Em 1865, a propriedade foi transferida para suas duas filhas, Elise Lucia Camille, Condessa de la Roche Aymont e Guillermine Marie Lucia, A Condessa de Ferronnays. A casa foi depois comprada pelo banqueiro Demacht e Seillère, para ser revendida em 1900 para Eugene Schneider (1868-1942), grande industrial siderúrgico. Em seguida, transforma o antigo edifício residencial em palácio, e confiou o trabalho ao renomado arquiteto Paul Ernest Sanson (1836-1918): o chão de luxo pageantry, como pode ser visto hoje, que remontam ao tempo.

## Compra e criação da embaixada
Em 16 de julho de 1971, o Governo Federal do Brasil comprou o edifício da família Schneider de um montante de 14 milhões de francos para instalar a Chancelaria da Embaixada do Brasil.
Substancial restauração obras foram realizadas há alguns anos, incluindo pinturas, e é com orgulho que o governo brasileiro abriu as suas portas ao público por ocasião das Jornadas do Património, de modo a permitir-lhe para visitar esta pequena amostra de patrimônio privado na cidade de Paris. Na entrada, você pode admirar o portão, com o rosto de leão Hércules vestindo a sua pele. Direita, no corredor de entrada, vemos as Armas da República Federativa do Brasil.

## Uma das preferências
Na diplomacia, a embaixada de Paris está em um grupo de embaixadas que estão em capitais ao redor do mundo com tradicional prestígio cultural, político e socioeconômico (ao lado das capitais: Roma, Paris, Londres e Washington), seriam portanto as preferidas de servidores do Itamaraty (bem como embaixadores e embaixatrizes). Fazendo com que as cidades ganhassem em conjunto, o apelido de "Circuito Elizabeth Arden". O termo surgiu como ironia em referência ao glamour e à elegância da famosa cosmetologista Elizabeth Arden, cujas sacolas de compras estavam sempre repletas das mais renomadas grifes de moda dessas cidades.